# Mieczysław Hańderek
Mieczysław Hańderek (ur. 10 grudnia 1930 w Bielsku, zm. 3 kwietnia 2018 w Krakowie) – polski rzeźbiarz.

## Życiorys
Jego rodzicami byli Józef i Anna z d. Olma. W latach 1951–1955 był więźniem politycznym (m.in. w Jaworznie). W roku 1956 rozpoczął studia na Wydziale Malarstwa (specjalność Grafika) Akademii Sztuk Pięknych im. Jana Matejki w Krakowie, które w 1962 roku ukończył dyplomem pod kierunkiem prof. Konrada Srzednickiego. Od 1962 roku należał do Związku Polskich Artystów Plastyków. Przez większość artystycznego życia związany był z Bielskiem-Białą, a jego pracownia mieściła się w dzielnicy Straconka. Tworzył głównie rzeźbę, nie stronił jednak od malarstwa i grafiki. Jako rzeźbiarz był autorem pomników, ołtarzy i wystroju kościołów, rzeźb plenerowych oraz płaskorzeźb. Swe prace wystawiał na wystawa indywidualnych w kraju i zagranicą (m.in. w Malmö i Strasburgu) oraz zbiorowych. W 1999 roku otrzymał "Ikara" - nagrodę Prezydenta Miasta Bielska-Białej w dziedzinie kultury za całokształt twórczości.
Po śmierci został pochowany na krakowskim cmentarzu Prądnik Czerwony (kwatera CCCXXIII rząd 1).

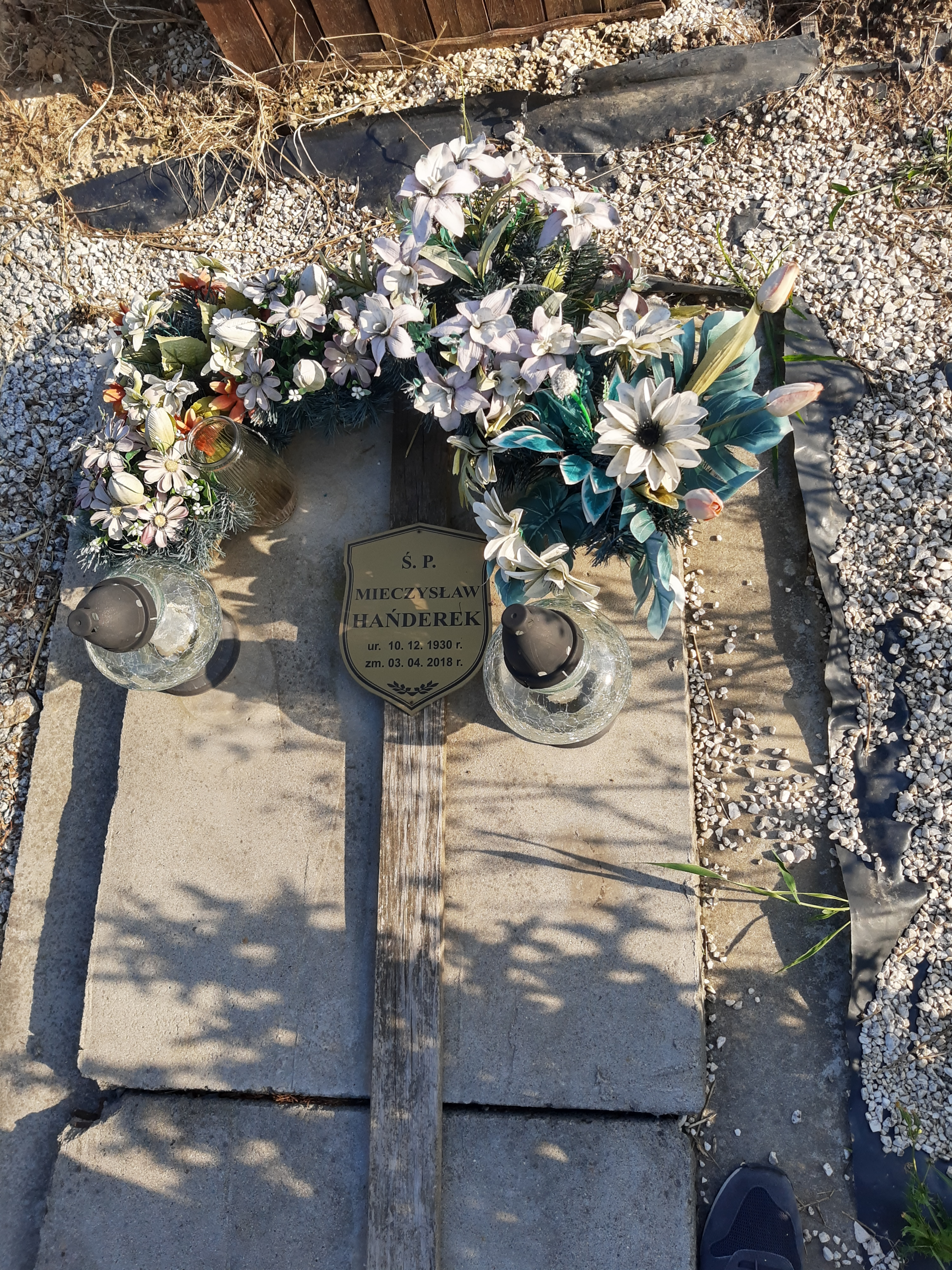
Grób Mieczysława Hańderka na Cmentarzu Prądnik Czerwony

## Wybrane prace
- rzeźba satyra w niszy muru Zamku książąt Sułkowskich w Bielsku-Białej,
- fontanna na placu Bolesława Chrobrego w Bielsku-Białej.
- pomnik przy schronie "Wędrowiec" w Węgierskiej Górce,
- pomnik "Poległym i Walczącym o Polskość i Wolność Ojczyzny" w Wiśle,
- pomnik upamiętniający poległych w bitwie pod Rajskiem w Rajsku,
- płaskorzeźby na auli Uniwersytetu Śląskiego w Katowicach,
- wystroje kościołów m.in. Matki Boskiej Piekarskiej w Katowicach, św. Wawrzyńca we Wrocławiu oraz w Rajsku.

## Galeria

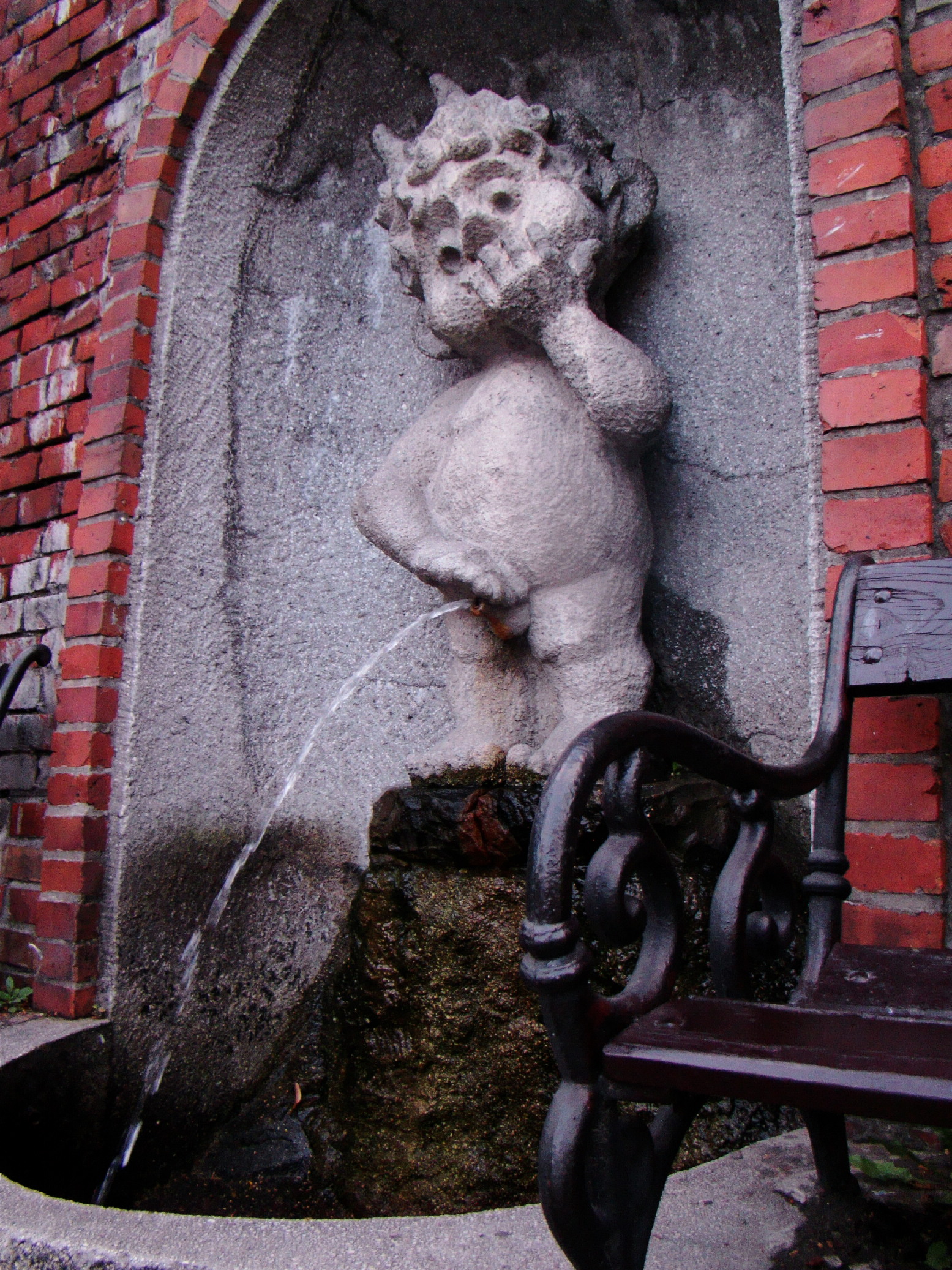
Rzeźba satyra w niszy muru Zamku książąt Sułkowskich w Bielsku-Białej
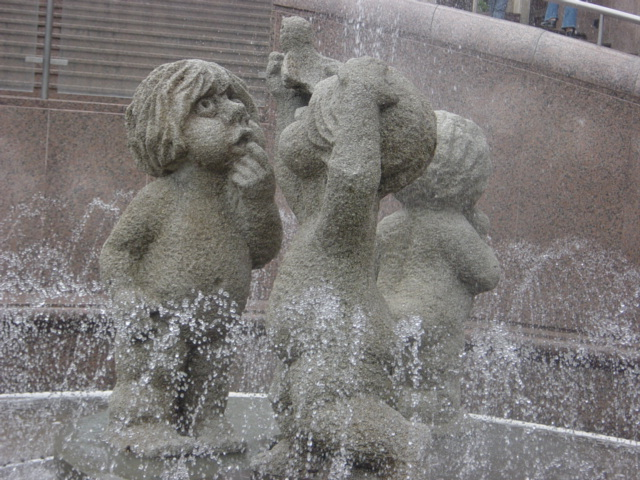
Rzeźby w fontannie na placu Bolesława Chrobrego w Bielsku-Białej
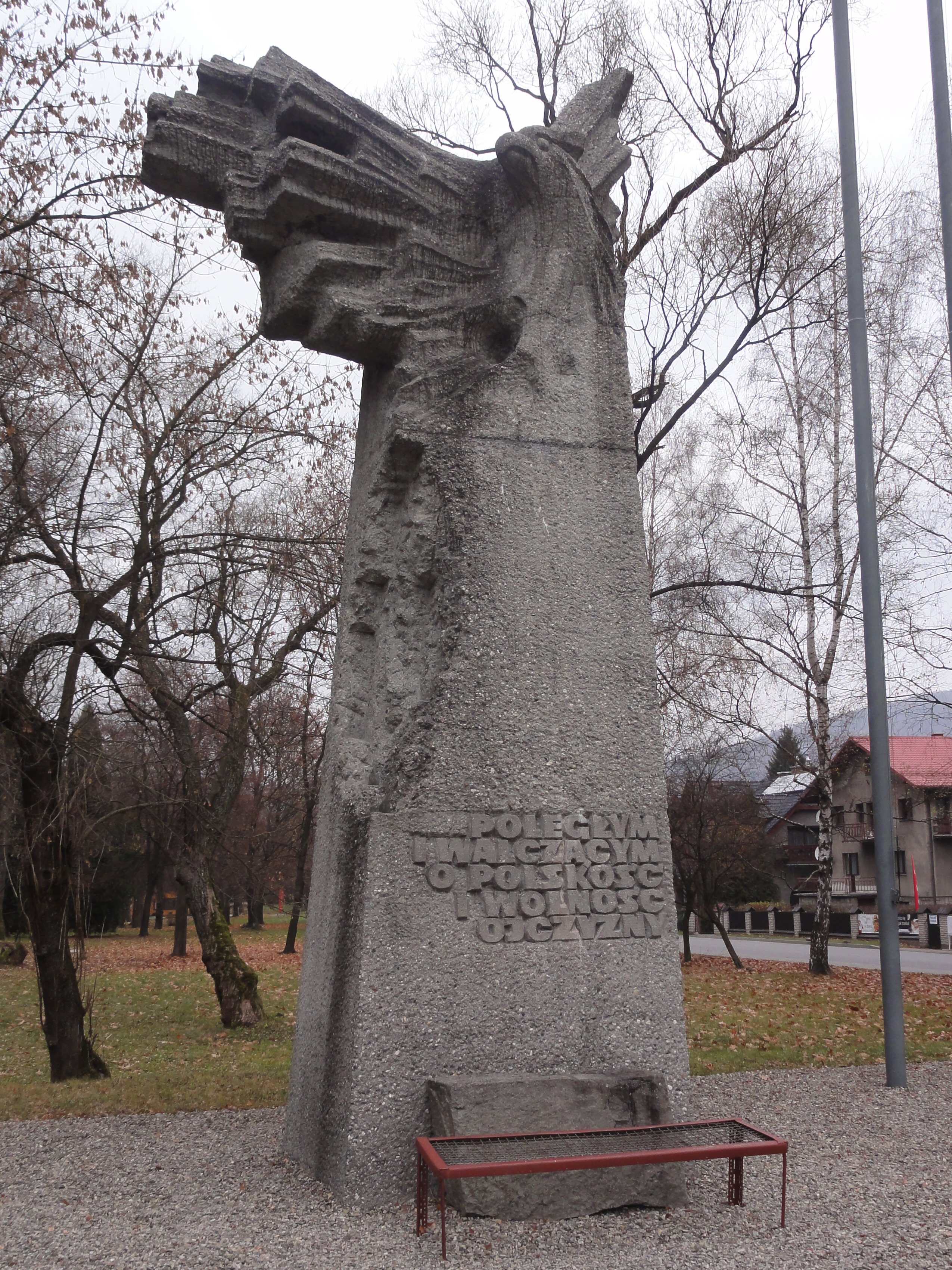
Pomnik "Poległym i Walczącym o Polskość i Wolność Ojczyzny" w Wiśle
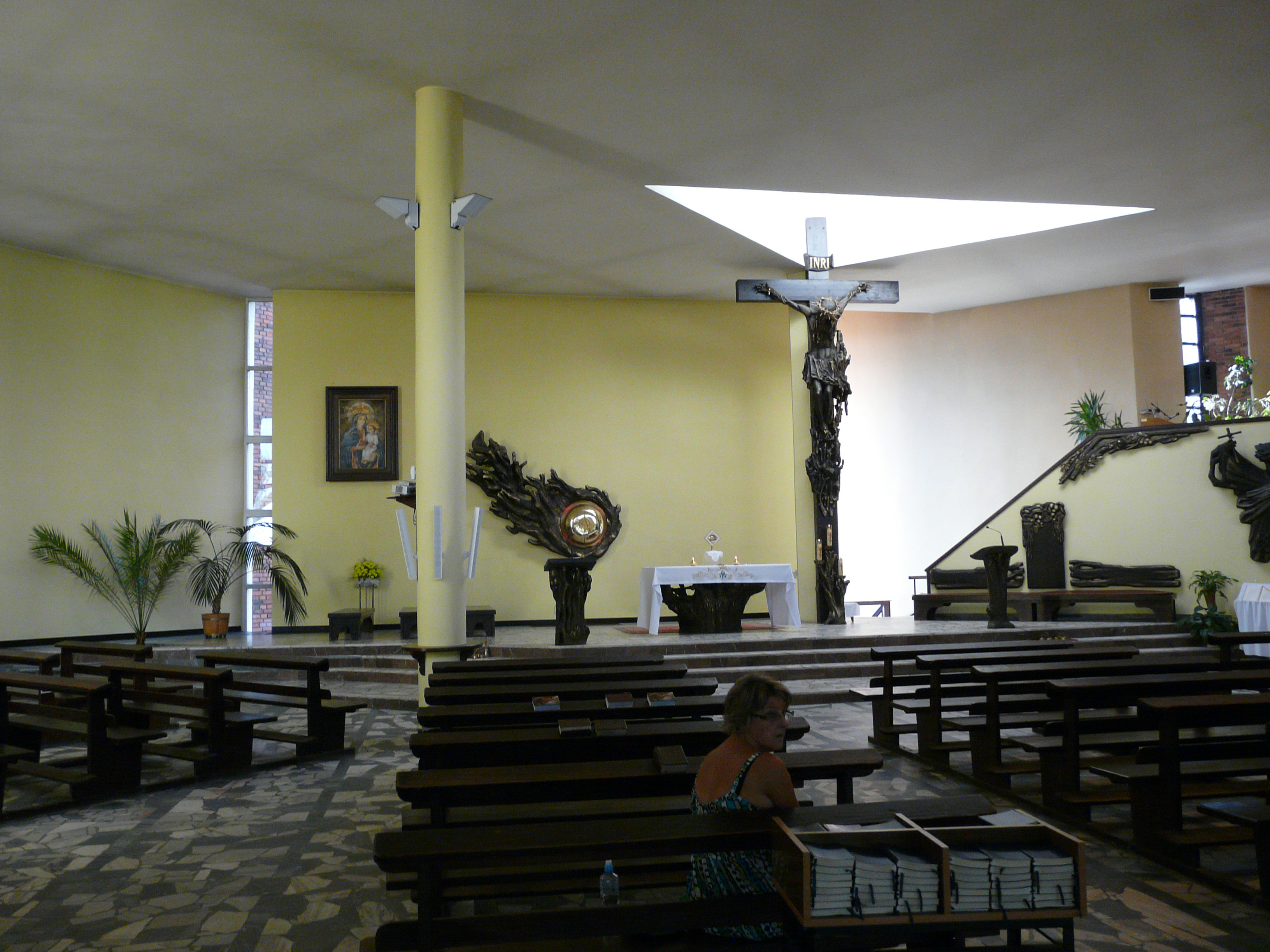
Wystrój kościoła Matki Boskiej Piekarskiej w Katowicach